# El Tarro de Mostaza
El Tarro de Mostaza fue una banda mexicana de rock psicodélico, procedente de la ciudad de Poza Rica, Veracruz, México, que estuvo activo del año 1968 al año 1970.

## Historia
El grupo nació en la ciudad veracruzana de Poza Rica en 1965 nombrados como The Gold Fingers, presentándose en la fuente de sodas local llamada Dairy Queen. para pasar a llamarse The Sounds.
Jorge Clemente López, compositor de las canciones del grupo, fue amigo de Estela Wilson, también de Poza Rica e hija del conductor de televisión Francisco D’Alessio, padre de Lupita D’Alessio, quien los contactó con Alfredo Gil «El Güero», por entonces gerente de la disquera Capitol Records, mismos que los audicionaron tras la insistencia de López con Gil porque los ejecutivos de la disquera los escucharan. Una versión indica que el nombre de El Tarro de Mostaza les fue dado por el mismo «Güero» Gil, quien les vio los ojos rojos tras un viaje de Poza Rica a la Ciudad de México para grabar su primer y único EP. El ejecutivo pensó que el nombre The Sounds era «muy fresa» y asumió que el consumo de marihuana («mostaza», apodo dado en la época a la sustancia) les había provocado los ojos rojos y los integrantes del grupo decidieron adoptar el nombre.
El grupo tuvo éxito en la escena del rock de México por su primer disco, grabado con la pretensión de un disco conceptual y por estar cantado enteramente en español, situación que no era habitual en los grupos de rock psicodélico de finales de los años sesenta.
Gracias al éxito del disco saltaron a la fama, realizaron diversas giras artísticas por México y su material fue reseñado por medios de comunicación nacionales. Se desintegraron en 1970 tras un desacuerdo con su compañía discográfica por un pago de regalías muy bajo y la intención de los integrantes de volver a su vida familiar. Jorge Clemente López continuó reclamando a la compañía Capitol el pago de regalías al haber sido republicado su disco por la misma, sin recibir respuesta. Falleció en su natal Poza Rica en 2019.

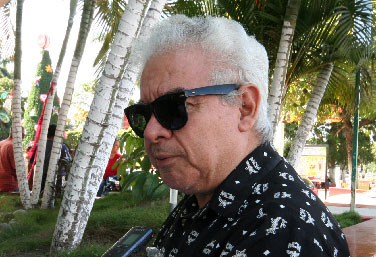
Jorge Clemente, compositor de las canciones del grupo, en una entrevista en 2018.

## Integrantes
- Jorge Clemente López Martínez - teclados
- Juan Felipe Castro - guitarra
- Francisco Javier - voz
- Óscar García Casados- batería
- Santiago Galván - bajo

## Discografía

### EP
- Tarro de mostaza (Capitol Records, 1968)

### Sencillo
- No debes verme llorar / El ruido del silencio (Capitol Records, 1968)